# Grand Prix de Wallonie 2000
Il Grand Prix de Wallonie 2000, quarantunesima edizione della corsa, si svolse il 1º giugno 2000 su un percorso di 196 km, con partenza da Jambes e arrivo a Namur. Fu vinto dall'italiano Alberto Elli della Team Deutsche Telekom davanti al francese Didier Rous e al belga Kurt Van De Wouwer.

## Ordine d'arrivo (Top 10)
| Pos. | Corridore          | Squadra                      | Tempo    |
| ---- | ------------------ | ---------------------------- | -------- |
| 1    | Alberto Elli       | Team Deutsche Telekom        | 4h42'05" |
| 2    | Didier Rous        | Bonjour-Toupargel            | a 8"     |
| 3    | Kurt Van De Wouwer | Lotto-Adecco                 | a 13"    |
| 4    | Dave Bruylandts    | Palmans-Ideal                | a 24"    |
| 5    | Peter Farazijn     | Cofidis                      | a 1'58"  |
| 6    | Frédéric Finot     | Crédit Agricole              | s.t.     |
| 7    | Jurgen Vermeersch  | Palmans-Ideal                | a 2'02"  |
| 8    | Bert Roesems       | Tonissteiner-Landbouwkrediet | a 2'06"  |
| 9    | Frank Høj          | FDJ                          | a 2'12"  |
| 10   | Lennie Kristensen  | Team Fakta                   | s.t.     |